# Louis Einthoven
Louis Einthoven (Soerabaja, 30 maart 1896 – Lunteren, 29 mei 1979) was een Nederlands jurist,  hoofdcommissaris van politie in Rotterdam en medeoprichter van de Nederlandsche Unie. Na de oorlog kreeg Einthoven de leiding over het Bureau Nationale Veiligheid (BNV) en vervolgens over de opvolger daarvan, de Centrale Veiligheidsdienst (CVD). In 1949 werd de CVD omgedoopt tot Binnenlandse Veiligheidsdienst (BVD), die hij tot april 1961 heeft geleid. 

## Levensloop
Eind 1933 vestigde Einthoven zich vanuit het voormalige Nederlands-Indië in Nederland en werd op 29 december van dat jaar hoofdcommissaris van politie in Rotterdam. In de jaren dertig kreeg Einthoven een hekel aan de politiek van verzuiling in Nederland. Als politiecommissaris had hij ook een hekel aan het grote aantal Chinezen in zijn stad en hij introduceerde daarom twee categorieën Chinezen: een categorie die een economische waarde werd toegedacht en zich mochten vestigen in Nederland en een categorie "overtollige Chinezen" die geen rechten hadden en zo snel mogelijk 'terug' naar China moesten worden gestuurd. Door hem werden van de naar schatting 3000 Chinezen in Nederland er met steun van de overheid ruim 1000 het land uitgezet.

### Politie-commissaris tijdens de bezetting
Op 14 mei 1940 namen twee Nederlandse militairen een drietal Duitsers in burgerkleding gevangen achter de Rotterdamse frontlinie. Op bevel van een Nederlandse officier werden de drie Duitsers op de Schiekade als spion gefusilleerd. Een van de Duitsers overleefde en daarop gelastte de bezetter een onderzoek. Politie-commissaris Einthoven wist met de nodige moeite de twee Nederlandse militairen te achterhalen en leverde deze uit aan de Duitsers met twee doodvonnissen als gevolg  (later omgezet naar "tuchthuis"). In 1956 werd het onderzoek beschreven als een overijverige actie door Einthoven en de verzwijging ervan als een doofpot-affaire.

### De Nederlandsche Unie

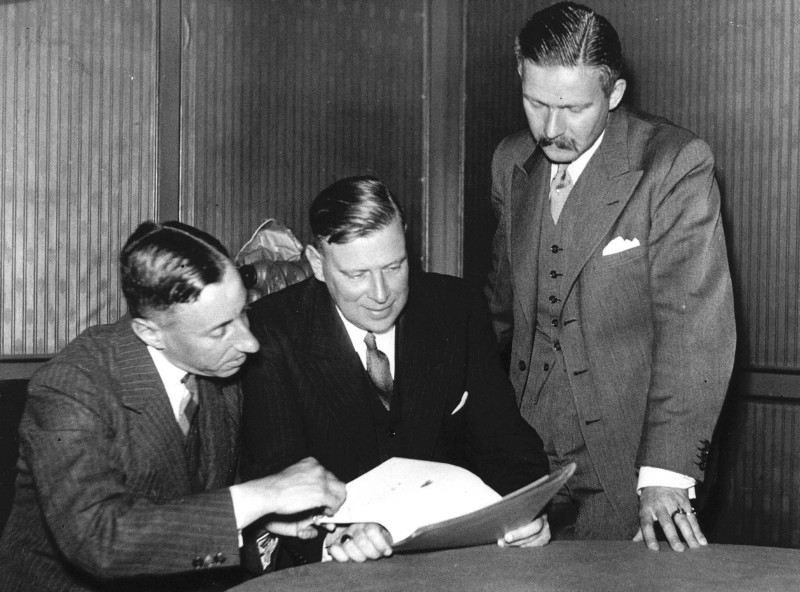
Einthoven (midden) met De Quay (links) en Linthorst Homan (rechts)

Toen in mei 1940 de Tweede Wereldoorlog uitbrak, ontmoette Einthoven Jan de Quay en Hans Linthorst Homan. Samen richtten ze op 24 juli 1940 de Nederlandsche Unie op. Einthoven nam al gauw de organisatie van de Nederlandsche Unie op zich en reisde het hele land door om lezingen te geven. In augustus kreeg hij als hoofdcommissaris voor onbepaalde tijd verlof voor zijn werkzaamheden voor de Nederlandsche Unie en later zou hij niet meer in die functie terugkomen.
Linthorst Homan bleek echter pro-Duits te zijn en dit stuitte Einthoven tegen de borst. Toen begin 1941 pro-Duitse artikelen in het blad De Unie verschenen was dat voor Einthoven reden om zich eind januari 1941 terug te trekken uit de leiding van de Nederlandsche Unie. In juni 1941, toen Linthorst Homan zich leek te gaan terugtrekken, keerde hij weer terug. Op 14 december 1941 werd de Nederlandsche Unie door de bezetter verboden, omdat ze niet zou meewerken aan het promoten van de strijd van de Duitsers tegen de Sovjet-Unie.

### Na de oorlog
Einthoven werd in september 1944 in kamp Sint-Michielsgestel, waar hij sedert mei 1942 verbleef, bevrijd. Hij kwam in het inmiddels bevrijde zuiden van Nederland in contact met Prins Bernhard. In februari 1945 zocht hij contact met koningin Wilhelmina in Londen. Premier Pieter Gerbrandy wilde hem een ministerspost geven, maar hij weigerde dit.
Kort na de oorlog werd Einthoven door de contragespionageafdeling van de Britse Secret Intelligence Service ingelicht dat Anton van der Waals voor hen werkte in Duitsland. Van der Waals was in de oorlog actief geweest voor de Duitse Sicherheitsdienst en had een groot aantal verzetsmensen verraden. Hij was een van de meest gezochte Nederlandse handlangers van de nazi's op dat moment, iets dat de Britten hadden onderschat. Einthoven reageerde geschrokken: "Deze man is de enemy number one van ons allen". Tegelijkertijd verbood hij zijn ondergeschikten om actief jacht te maken op Van der Waals. Na verloop namen de geruchten toe dat Van der Waals voor de Britten werkte. Achter de schermen drong Einthoven wel aan bij de Britten om hem aan Nederland uit te leveren, maar hij hield publiekelijk zijn mond.

### Hoofd van het BNV en de CVD
Bij de oprichting van het BNV op 29 mei 1945 werd Einthoven aangesteld als hoofd, ondanks verdenkingen van collaboratie wegens zijn lidmaatschap van de Nederlandsche Unie. Bij het BNV kwam Einthoven in conflict met Wim Sanders, die ten behoeve van het ministerie van Justitie heimelijk kopieën maakte van honderden BNV-dossiers. Hiervoor liet Einthoven hem op 2 september 1946 arresteren, maar al werd hij snel weer vrij gelaten, naar het BNV kon Sanders hierdoor niet meer terugkeren.
Naar aanleiding van de affaire Sanders en klachten over misstanden binnen het BNV stelde premier Beel de Commissie Wijnvelt in, die op 12 mei 1948 een 191-pagina's tellend rapport uitbracht. Daarin werd onder meer geconcludeerd dat Einthoven beleidsfouten had gemaakt, maar omdat de opzet van het BNV al bij voorbaat niet goed doordacht was, kon hij aanblijven als hoofd. 
Voor het oprichten van een permanente veiligheidsdienst werd advies ingewonnen bij Einthoven, die adviseerde om een organisatie op te richten naar het voorbeeld van de Britse veiligheidsdienst MI5, dat wil zeggen zonder opsporingsbevoegdheden en alleen verantwoordelijk voor het vergaren van inlichtingen. Een geheime politie zoals de Duitse Gestapo wilde men immers nooit meer. Tevens zette Einthoven sterk in op professionaliteit en goed opgeleide medewerkers.
Overeenkomstig deze adviezen werd bij geheim koninklijk besluit van 9 april 1946 de Centrale Veiligheidsdienst (CVD) opgericht, met Einthoven als hoofd. De nieuwe dienst viel onder verantwoordelijkheid van het ministerie van Algemene Zaken van minister-president Beel, met wie Einthoven het goed kon vinden.

### Hoofd van de BVD
In januari 1949 adviseerde de Commissie Prinsen om de CVD onder te brengen bij het ministerie van Binnenlandse Zaken (in plaats van onder de minister-president). Aldus geschiedde bij koninklijk besluit van 8 augustus 1949, waarbij de dienst overeenkomstig zijn nieuwe positie tevens werd omgedoopt tot Binnenlandse Veiligheidsdienst (BVD).
Einthoven bouwde de BVD op autoritaire wijze vrijwel geheel naar eigen inzicht op, naar voorbeeld van het Britse MI5 en in nauwe samenwerking met de Amerikaanse CIA. Hoe goed de band met de CIA doorgaans ook was, Einthoven had wel duidelijk gemaakt dat Amerikaanse activiteiten zonder medeweten van de BVD absoluut niet getolereerd zouden worden. Meerdere keren zou dan ook een bureauhoofd van de CIA het land uitgezet worden.
Als het devies van de BVD koos Einthoven Per undas adversas (tegen de stroom in), ontleend aan de spreuk "Levende vissen zwemmen tegen de stroom in, alleen de dooie drijven mee", die hij in 1937, als politiecommissaris in Rotterdam, in gecalligrafeerd Latijn had gekregen van pater Bonaventura Kruitwagen. Een eerste grafische uitbeelding van deze spreuk was het kunstwerk dat Einthoven bij zijn afscheid in 1961 van het personeel cadeau kreeg, waaruit later het logo van de BVD en de AIVD ontstond.
Als hoofd van de BVD werd Einthoven na zijn pensionering op 1 april 1961 opgevolgd door Koos Sinninghe Damsté, die sinds 1955 plaatsvervangend hoofd was geweest. 
Naast hoofd van de BVD was Einthoven van 1947 tot 1962 ook hoofd van de O-tak van de zeer geheime Nederlandse stay-behindorganisatie Operatiën & Inlichtingen (O&I).
Louis Einthoven publiceerde in 1974 zijn herinneringen en overleed vijf jaar later op 83-jarige leeftijd te Lunteren.